# Заповіт Папи Римського Івана Павла II
Запові́т Па́пи Ри́мського Іва́на Павла́ II — документ, написаний Папою Римським Іваном Павлом ІІ і опечатаний папською печаткою, у якому він висловив свою останню волю.
Цей заповіт базувався на подібному заповіті Папи Павла VI. Перший запис у заповіті датований 6 березня 1979 року, останній — 18 березня 2000 року. Документ написаний польською мовою і містить, зокрема, розпорядження щодо поховання Понтифіка та його приватних записок. Виконавцем останньої волі Папи мав бути його довголітній особистий секретар Станіслав Дзівіш (нині — архієпископ Краківський і кардинал).
Після смерті Папи заповіт зачитали Колегії Кардиналів камерлінґ Едуард Мартінес Сомало та Йозеф Рацінґер (якого пізніше обрано папою). Опублікований польською та італійською мовами 7 квітня 2005 року.
Зміст заповіту за повідомленням Радіо Ватикан, запис «Gazety Wyborczej», 07.04.05; неофіційний переклад (переклад латинських фрагментів виділений у тексті курсивом).

## Заповіт від дня 6.III.1979
Во ім'я Трійці Пресвятої. Амінь.
«Тож пильнуйте, бо не знаєте, котрого дня прийде Господь ваш» (див. Мт. 24.42) — ці слова нагадують мені останній наказ, який здійсниться тоді, коли Господь зволить. Прагну за ним прямувати і прагну, аби все, з чого складається моє земне життя, приготувало мене до цієї миті. Не знаю, коли вона настане, проте, як і усе, так само і цю мить віддаю до рук Матері мого Майстра: Totus Tuus (цілковито Твій). У тих же ж материних руках зоставляю усе і Усіх, із ким пов'язало мене моє життя і моє покликання. В цих Руках зоставляю насамперед Церкву, а також мою Націю і ціле людство. Дякую усім. В усіх прошу про пробачення. Прошу також про молитву, аби Милосердя Боже виявилося більшим від моєї слабкості та недостойності.
Під час реколекцій я знову перечитав заповіт Святішого Отця Павла VI. Перечитане спонукало мене написати оцей заповіт.
Я не залишаю після себе власності, якою б треба було розпорядитися. Речі щоденного ужитку, якими я користувався, прошу роздати на власний розсуд. Особисті нотатки спалити. Прошу, аби цими справами опікувався о. Станіслав, котрому я дякую за багатолітню чуйну співпрацю та допомогу. Усі ж інші подяки я зоставляю в серці перед Богом Самим, бо важко їх тут висловити.
Щодо похорону, повторюю ті ж розпорядження, які видав Святіший Отець Павло VI (додаток на полях: Могила у землі, без саркофагу, 13.III.1992). Про місце нехай вирішать Колегія Кардиналів і Співвітчизники.
Apud Dominum Misericordia et copiosa apud Eum redemptio («У Господа Милосердя і багате в Нього ізбавління»).
Іван Павло II
Рим, 6.III.1979

## Пізніші додатки

### 5.III.1990
Після смерті прошу про Службу Божу і молитви.
5.III.1990
(без дати)
Висловлюю найглибшу віру, що при усій моїй слабкості Господь уділить мені усякої милості, потрібної, аби сповнити усі завдання, випробування і страждання, які з Його Волі випадуть Його слузі упродовж життя. Вірю також, що Він не допустить, аби я коли б то не було через якісь свої учинки: слова, справи чи недогляд, міг відступитися від моїх обов'язків у цій святій Петровій Столиці.

### 24.II.— 1.III.1980
Так само під час цих реколекцій я міркував про істину, про Христове пастирство в перспективі того Переходу, яким для кожного з нас є мить нашої смерті. Розставання із цим світом — аби народитися для іншого, для світу прийдешнього, вирішальним, найпромовистішим знаком якого є для нас Воскресіння Христа.
Отож я перечитав торішній запис мого заповіту, зроблений так само під час реколекцій — я порівняв його із заповітом мого великого Попередника і Батька Павла VI, із цим чудовим свідченням смерті християнина і папи — і відновив у собі усвідомлення справ, яких стосується зроблений мною (у спосіб радше тимчасовий) отой запис від
Сьогодні я прагну до нього додати тільки те, що з можливою смертю кожен завжди мусить рахуватися. І завше він мусить бути готовим до того, що постане перед Господом і Суддею — а водночас Спасителем і Отцем. Тож і я зважаю на це неупинно, поручаючи цю вирішальну мить Матері Христа і Церкви — Матері моєї надії.
Часи, в які ми живемо, невимовно важкі та неспокійні. Важкою також і набряклою притаманним для цих часів випробуванням стала дорога Церкви, як Вірних, так і Пастирів. У деяких країнах (як, скажімо, у тій, про яку я читав під час реколекцій) Церква перебуває у добі такого переслідування, яке нічим не поступається першим століттям, ба навіть перевищує їх мірою безоглядності й ненависті. Sanguis Martyrum — semen Christianorum (Кров Мучеників — насіння християн). А поза тим — стільки людей гинуть безневинно, бодай і в тій країні, в якій ми живемо…
Прагну ще раз цілковито покластися на Волю Господню. Він Сам вирішить, коли і як маю завершити моє земне життя і пастирство. В житті і смерті Totus Tuus (цілковито Твій) під покровом Непорочної. Приймаючи уже зараз цю смерть, вірю, що Христос дасть мені ласку отого останнього Переходу або ж Пасхи. Вірю також, що зробить він її корисною для тієї найбільшої справи, якій я намагаюся служити: для спасіння людей, для врятування людської родини, а в ній усіх націй і народів (з-поміж них серце особливим чином звертається до моєї земної Вітчизни), для осіб, яких мені довірено зокрема — для справи Церкви, для слави Бога Самого.
Нічого більше не прагну дописати до того, що я написав минулого року — лише висловити оту готовність і віру водночас, на які цьогорічні реколекції знову мене налаштували.
Іван Павло II

### 5.III.1982
Упродовж цьогорічних реколекцій я перечитав (кілька разів) текст заповіту від 6.III.1979. Хоча й надалі я вважаю його тимчасовим (не остаточним), я залишаю його у тій формі, в якій він існує. Нічого (поки що) не міняю, але й нічого не додаю, коли йдеться про розпорядження, які в ньому містяться.
Замах на моє життя 13.V.1981 певним чином підтвердив слушність слів, записаних під час реколекцій 1980 р. (24.II — 1.III).
Тим глибше я відчуваю, що перебуваю цілковито у Божих Руках — і залишаюся надалі у волі Господа мого, віддаючись під Його покров у постаті Його Непорочної Матері (Totus Tuus).
Іван Павло II
P.S. У зв'язку з останнім реченням заповіту від 6.III.1979 «нехай вирішать Колегія Кардиналів і Співвітчизники» — пояснюю, що маю на думці Митрополита Краківського чи Головну Раду Польського Єпископату. Натомість Колегію Кардиналів прошу, аби можливі прохання вони вдовольнили.

### 1.III.1985 (під час реколекцій)
Іще — щодо звороту «Колегія Кардиналів і Співвітчизники»: «Колегія Кардиналів» не має жодного обов'язку питати про цю справу у «Співвітчизників»; може проте це вчинити, коли з якоїсь причини вважатиме це за належне.
JPII (Іван Павло II)

### Реколекціїювілейного 2000 року
(12.-18.III.)
(до заповіту)
1. Коли у день 16 жовтня 1978-го Конклав кардиналів обрав Івана Павла II, Примас Польщі кард. Стефан Вишиньскі сказав мені: «Завданням нового папи буде увести Церкву в Третє Тисячоліття». Не знаю, чи повторюю я цю фразу дослівно, але таким із певністю був сенс того, що я тоді почув. Але сказала це Людина, яка увійшла в історію як Примас Тисячоліття. Великий Примас. Я був свідком Його посланництва, Його героїчного тривання у вірі. Його змагань і Його перемоги. «Перемога, яка настане, буде перемогою, здобутою завдяки Марії» — зазвичай повторював Примас Тисячоліття слова свого Попередника кард. Авґуста Гльонда.
Таким чином я до певної міри був підготований до завдання, яке постало переді мною в день 16 жовтня 1978 р. В ту мить, коли пишу ці слова, ювілейний 2000 Рік став уже дійсністю, яка триває. У ніч проти 24 грудня 1999 р. була відкрита символічна Брава Великого Ювілею у Базиліці св. Петра, відтак у св. Івана на Латерані, у Матір Божої Більшої (S. Maria Maggiore) — на Новий Рік, а в день 19 січня Брама Базиліки св. Павла «за мурами». Ця остання подія, з огляду на свій екуменічний характер, особливо запала мені у пам'ять.
2. У міру того, як Ювілейний 2000 Рік триває далі, день за днем, місяць за місяцем, за нами замикається двадцяте століття, а відчиняється століття двадцять перше. З волі Провидіння дано мені було жити у це важке століття, яке відходить у минуле, а в році, в якому вік мого життя сягне вісімдесяти літ (Octogesima adveniens), варто було б запитати себе, чи не час повторити за біблійним Симеоном Nunc dimitti" («Нині відпускаєш»)?
У день 13 травня 1981 р., у день замаху на Папу під час авдієнції на площі св. Петра, Провидіння Боже у чудовий спосіб врятувало мене від смерті. Той, хто один лиш є Господом Життя і смерті, сам мені те життя продовжив, неначе подарував знову. Відтоді воно ще більшою мірою належить Йому. Вірю, що Він Сам дозволить мені розпізнати, доки я маю служити цю службу, до якої Він мене покликав у день 16 жовтня 1978. Прошу Його, аби зволив мене покликати тоді, коли Сам забажає. «Бо коли живемо — для Господа живемо, і коли вмираємо — для Господа вмираємо… Ми Господні» (див. Рим. 14, 8). Вірю також, що доки дано мені буде сповнювати Петрове служіння в Церкві, Милосердя Боже ласкаво уділятиме мені сил для цього служіння невідмовного.
3. Як і щороку, під час реколекцій я перечитав мій заповіт від дня 6.III.1979. Розпорядження, які він містить, я й надалі підтримую. Те, що тоді, а також під час наступних реколекцій було дописано, є віддзеркаленням важкої та напруженої загальної ситуації, якими відзначалися вісімдесяті роки. Від осені 1989 року ситуація ця змінилася. Останнє десятиліття минулого століття було вільне від минулих напружень, що не означає, наче воно не принесло із собою нових проблем і труднощів. Хвала Божому Провидінню особливо за те, що період так званої «холодної війни» завершився без збройного ядерного конфлікту, небезпека якого в минулому нависала над світом.
4. Стоячи на порозі третього тисячоліття in medio Ecclesiae («всередині Церкви»), прагну ще раз подякувати Духові Святому за великий дар Другого Ватиканського Собору, боржником якого разом із усією Церквою, зокрема разом із усім Єпископатом, я себе відчуваю. Я переконаний, що довго ще судилося новим поколінням черпати із тих багатств, якими цей Собор XX століття нас обдарував. Як єпископ, який брав участь у подіях Собору від першого до останнього дня, я прагну довірити цю велику спадщину усім, хто є і будуть в майбутньому покликані для її втілення. А сам я дякую Вічному Пастиреві за те, що дозволив мені цій великій справі служити упродовж усіх років мого понтифікату.
In medio Ecclesiae (всередині Церкви) … від наймолодших років єпископського покликання — власне завдяки Соборові — дано мені було спізнати братерську спільноту Єпископату. Як пастир Краківської Архідієцезії я спізнав, чим є братерська спільнота пресвітерію — Собор натомість відкрив мені новий вимір цього досвіду.
5. Скільки ж осіб я мав би тут згадати? Мабуть уже більшість із них Господь Бог покликав до Себе — Тих, хто ще перебуває по той бік, нехай слова цього заповіту згадають, усіх і усюди, де б вони не перебували.
Упродовж більш ніж двадцяти років сповнення Петрової служби in medio Ecclesiae («усередині Церкви») я спізнав зичливої та плідної співпраці із багатьма Князями Церкви, Архієпископами і Єпископами, багатьма священиками, багатьма особами чернечого стану — Братами і Сестрами — врешті з дуже багатьма світськими особами, із куріальним середовищем, із вікаріатом Римської Дієцезії та з-поза цих середовищ.
Як же не огорнути вдячною пам'яттю усіх на світі Єпископатів, з якими я зустрічався у ритмі відвідин ad limina Apostolorum («до порогів апостольських»)? Як же не згадати стількох Братів християн — не католиків? А рабина Рима? І стількох інших представників позахристиянських релігій? А скількох представників світу культури, науки, політики, засобів масової інформації?
6. У міру наближення межі мого земного життя я повертаюся пам'яттю до його початку, до моїх Батьків, Брата і Сестри (котрої я не знав, бо вона померла до мого народження), до вадовицької парафії, де мене охрестили, до цього міста моєї юності, до ровесників, приятельок і приятелів із середньої школи, гімназії, університету, до часів окупації, коли я працював робітником, а потім до парафії в Нєґовіцах, і краківської св. Флоріана, до студентського душпастирства, до середовища… до багатьох середовищ… у Кракові, в Римі… до осіб, яких Господь мені особливо довірив — усім я прагну сказати одне: «Бог Вам віддячить!»
«In manus Tuas, Domine, commendo spiritum meum» («У руки Твої Господи, віддаю дух мій»).
A.D. (Літа Господнього)
17.III.2000. Іван Павло II
Зміст заповіту за повідомленням Радіо Ватикан, запис «Gazety Wyborczej», 07.04.05; неофіційний переклад Андрія Павлишина за участі Петра Гусака (переклад латинських фрагментів виділений у тексті курсивом).